# Монтморенсі (округ)
Шаблон:StateAbbr_ 45°02′ пн. ш. 84°08′ зх. д. / 45.03° пн. ш. 84.13° зх. д.
Округ Монтморенсі (англ. Montmorency County) — округ (графство) у штаті Мічиган, США. Ідентифікатор округу 26119.

## Історія
Округ утворений 1881 року.

## Демографія
За даними перепису
2000 року
загальне населення округу становило 10315 осіб, усе сільське.
Серед мешканців округу чоловіків було 5068, а жінок — 5247. В окрузі було 4455 домогосподарств, 3047 родин, які мешкали в 9238 будинках.
Середній розмір родини становив 2,75.
Віковий розподіл населення поданий у таблиці:
| Стать    | До 15 років | 15-21 | 22-29 | 30-39 | 40-49 | 50-65 | 65-85 | Понад 85 |
| -------- | ----------- | ----- | ----- | ----- | ----- | ----- | ----- | -------- |
| Чоловіки | 825         | 447   | 301   | 508   | 737   | 1094  | 1070  | 86       |
| Жінки    | 811         | 403   | 266   | 552   | 754   | 1151  | 1139  | 171      |

## Суміжні округи
- Преск-Айл — північний схід
- Алпена — схід
- Алкона — південний схід
- Оскода — південь
- Кроуфорд — південний захід
- Отсего — захід
- Чебойган — північний захід

## Виноски
1. ↑  Сайт Історичної бібліотеки Кларка. Архів оригіналу за 17 лютого 2013. Процитовано 10 грудня 2016.
2. ↑  US Decennial Census. US Census Bureau. Архів оригіналу за 19 липня 2018. Процитовано 27 вересня 2014.
3. ↑  Historical Census Browser. University of Virginia Library. Архів оригіналу за 11 серпня 2012. Процитовано 27 вересня 2014.
4. ↑  Population of Counties by Decennial Census: 1900 to 1990. US Census Bureau. Архів оригіналу за 15 лютого 2015. Процитовано 27 вересня 2014.
5. ↑  Census 2000 PHC-T-4. Ranking Tables for Counties: 1990 and 2000 (PDF). US Census Bureau. Архів оригіналу (PDF) за 18 грудня 2014. Процитовано 27 вересня 2014.
6. ↑  State & County QuickFacts. US Census Bureau. Архів оригіналу за 6 червня 2011. Процитовано 28 серпня 2013.(англ.) Наведено за англійською вікіпедією.
7. ↑  American FactFinder. Бюро перепису населення США. Архів оригіналу за 26 лютого 2012. Процитовано 31 січня 2008.

| США | Це незавершена стаття з географії США. Ви можете допомогти проєкту, виправивши або дописавши її. |